# Football League Championship 2018-2019
La Football League Championship 2018-2019 è stata la 116ª edizione del campionato inglese di calcio di seconda divisione, la trentunesima coi play-off e a 24 squadre. La stagione, cominciata il 3 agosto 2018 e terminata il 27 maggio 2019 con la finale dei play-off, è stata vinta dal Norwich City seguito dallo Sheffield Utd; l’Aston Villa, vincente dei play-off, è stata la terza squadra promossa in Premier League.

## Avvenimenti

### Cambiamenti di squadra dalla scorsa stagione

#### Dalla Championship
Promosse in Premier League
- Wolverhampton
- Cardiff City
- Fulham

Retrocesse in League One
- Barnsley
- Burton Albion
- Sunderland

#### In Championship
Retrocesse dalla Premier League
- Swansea City
- Stoke City
- West Bromwich

Promosse dalla League One
- Wigan
- Blackburn
- Rotherham Utd

## Squadre partecipanti
| Squadra           | Stagione | Città               | Stadio               | Stagione precedente                                 |
| ----------------- | -------- | ------------------- | -------------------- | --------------------------------------------------- |
| Aston Villa       | dettagli | Birmingham          | Villa Park           | 4° in Football League Championship                  |
| Birmingham City   | dettagli | Birmingham          | St Andrew's          | 19° in Football League Championship                 |
| Blackburn         | dettagli | Blackburn           | Ewood Park           | 2º in Football League One, promosso                 |
| Bolton            | dettagli | Bolton              | Macron Stadium       | 21° in Football League Championship                 |
| Brentford         | dettagli | Londra (Brentford)  | Griffin Park         | 9° in Football League Championship                  |
| Bristol City      | dettagli | Bristol             | Ashton Gate Stadium  | 11° in Football League Championship                 |
| Derby County      | dettagli | Derby               | iPro Stadium         | 6° in Football League Championship                  |
| Hull City         | dettagli | Kingston upon Hull  | KC Stadium           | 18° in Football League Championship                 |
| Ipswich Town      | dettagli | Ipswich             | Portman Road         | 12° in Football League Championship                 |
| Leeds Utd         | dettagli | Leeds               | Elland Road          | 13° in Football League Championship                 |
| Middlesbrough     | dettagli | Middlesbrough       | Riverside Stadium    | 5° in Football League Championship                  |
| Millwall          | dettagli | Londra (Bermondsey) | The Den              | 8° in Football League Championship                  |
| Norwich City      | dettagli | Norwich             | Carrow Road          | 14° in Football League Championship                 |
| Nottingham Forest | dettagli | Nottingham          | City Ground          | 17º in Football League Championship                 |
| Preston N.E.      | dettagli | Preston             | Deepdale             | 7° in Football League Championship                  |
| QPR               | dettagli | Londra (White City) | Loftus Road          | 16° in Football League Championship                 |
| Reading           | dettagli | Reading             | Madejski Stadium     | 20° in Football League Championship                 |
| Rotherham Utd     | dettagli | Rotherham           | New York Stadium     | 4º in Football League One, promosso dopo i play-off |
| Sheffield Utd     | dettagli | Sheffield           | Bramall Lane         | 10° in Football League Championship                 |
| Sheffield Weds    | dettagli | Sheffield           | Hillsborough Stadium | 15° in Football League Championship                 |
| Stoke City        | dettagli | Stoke-on-Trent      | Bet365 Stadium       | 19° in Premier League, retrocesso                   |
| Swansea City      | dettagli | Swansea             | Liberty Stadium      | 18° in Premier League, retrocesso                   |
| West Bromwich     | dettagli | West Bromwich       | The Hawthorns        | 20° in Premier League, retrocesso                   |
| Wigan             | dettagli | Wigan               | DW Stadium           | 1º in Football League One, promosso                 |

### Allenatori e primatisti
Aggiornato al 27 maggio 2019
| Squadra              | Allenatore                                                                                               | Più presente            | Cannoniere                       |
| -------------------- | --- | ----------------------- | -------------------------------- |
| Aston Villa          | Steve Bruce (1°-10°) Dean Smith (11°-46°)                                                                | John McGinn (40)        | Tammy Abraham (25)               |
| Birmingham City      | Garry Monk                                                                                               | Lee Camp (44)           | Che Adams (22)                   |
| Blackburn Rovers     | Tony Mowbray                                                                                             | David Raya (41)         | Bradley Dack Danny Graham (15)   |
| Bolton               | Phil Parkinson                                                                                           | Josh Magennis (42)      | Will Buckley (5)                 |
| Brentford            | Dean Smith (1°-10°) Thomas Frank (11°-46°)                                                               | Neal Maupay (43)        | Neal Maupay (25)                 |
| Bristol City         | Lee Johnson                                                                                              | Marlon Pack (46)        | Famara Diedhiou (13)             |
| Derby County         | Frank Lampard                                                                                            | Richard Keogh (46)      | Harry Wilson (15)                |
| Hull City            | Nigel Adkins                                                                                             | Jarrod Bowen (46)       | Jarrod Bowen (22)                |
| Ipswich Town         | Paul Hurst (1°-15°) Bryan Klug (ad iterim) Paul Lambert (16°-46°)                                        | Luke Chambers (43)      | Fred Sears Gwion Edwards (6)     |
| Leeds United         | Marcelo Bielsa                                                                                           | Mateusz Klich (47)      | Kemar Roofe (15)                 |
| Middlesbrough        | Tony Pulis                                                                                               | Darren Randolph (46)    | Britt Assombalonga (14)          |
| Millwall             | Neil Harris                                                                                              | Jake Cooper (46)        | Lee Gregory (10)                 |
| Norwich City         | Daniel Farke                                                                                             | Tim Krul (46)           | Teemu Pukki (29)                 |
| Nottingham Forest    | Aitor Karanka(1°-26°) Simon Ireland (27°) Martin O'Neill (28°-46°)                                       | Joe Lolley (46)         | Lewis Grabban (16)               |
| Preston North End    | Alex Neil                                                                                                | Ben Davies (40)         | Alan Browne Callum Robinson (12) |
| Queens Park Rangers  | Steve McClaren (1°-39°) John Eustace (40°-46°)                                                           | Toni Leistner (43)      | Luke Freeman (8)                 |
| Reading              | Paul Clement (1°-20°) Scott Marshall (21°-23°) José Gomes (24°-46°)                                      | Andy Yiadom (45)        | Yakou Méïté (12)                 |
| Rotherham United     | Paul Warne                                                                                               | Semi Ajayi (46)         | Micheal Smith (8)                |
| Sheffield United     | Chris Wilder                                                                                             | Dean Henderson (46)     | Billy Sharp (23)                 |
| Sheffield Wednesday  | Jos Luhukay (1°-22°) Lee Bullen (23°-26°) Steve Agnew & Stephen Clemence (27°-28°) Steve Bruce (29°-46°) | Tom Lees (42)           | Steven Fletcher (11)             |
| Stoke City           | Gary Rowett (1°-26°) Nathan Jones (27°-46°)                                                              | Joe Allen (46)          | Benik Afobe (8)                  |
| Swansea City         | Graham Potter                                                                                            | Mike van der Hoorn (46) | Oliver McBurnie (22)             |
| West Bromwich Albion | Darren Moore (1°-36°) James Shan (37°-46°)                                                               | Sam Johnstone (46)      | Dwight Gayle (23)                |
| Wigan Athletic       | Paul Cook                                                                                                | Reece James (45)        | Joe Garner Nick Powell (8)       |

## Classifica finale
|  | Pos. | Squadra              | Pt | G  | V  | N  | P  | GF | GS | DR  |
|  | ---- | -------------------- | -- | -- | -- | -- | -- | -- | -- | --- |
|  | 1.   | Norwich City         | 94 | 46 | 27 | 13 | 6  | 93 | 57 | +36 |
|  | 2.   | Sheffield Utd        | 89 | 46 | 26 | 11 | 9  | 78 | 41 | +37 |
|  | 3.   | Leeds Utd            | 83 | 46 | 25 | 8  | 13 | 73 | 50 | +23 |
|  | 4.   | West Bromwich        | 80 | 46 | 23 | 11 | 12 | 87 | 62 | +25 |
|  | 5.   | Aston Villa          | 76 | 46 | 20 | 16 | 10 | 82 | 61 | +21 |
|  | 6.   | Derby County         | 74 | 46 | 20 | 14 | 12 | 69 | 54 | +15 |
|  | 7.   | Middlesbrough        | 73 | 46 | 20 | 13 | 13 | 49 | 41 | +8  |
|  | 8.   | Bristol City         | 70 | 46 | 19 | 13 | 14 | 59 | 53 | +6  |
|  | 9.   | Nottingham Forest    | 66 | 46 | 17 | 15 | 14 | 61 | 54 | +7  |
|  | 10.  | Swansea City         | 65 | 46 | 18 | 11 | 17 | 65 | 62 | +3  |
|  | 11.  | Brentford            | 64 | 46 | 17 | 13 | 16 | 73 | 59 | +14 |
|  | 12.  | Sheffield Weds       | 64 | 46 | 16 | 16 | 14 | 60 | 62 | -2  |
|  | 13.  | Hull City            | 62 | 46 | 17 | 11 | 18 | 66 | 68 | -2  |
|  | 14.  | Preston N.E.         | 61 | 46 | 16 | 13 | 17 | 67 | 67 | 0   |
|  | 15.  | Blackburn            | 60 | 46 | 16 | 12 | 18 | 64 | 69 | -5  |
|  | 16.  | Stoke City           | 55 | 46 | 11 | 22 | 13 | 45 | 52 | -7  |
|  | 17.  | Birmingham City (-9) | 52 | 46 | 14 | 19 | 13 | 64 | 58 | +6  |
|  | 18.  | Wigan                | 52 | 46 | 13 | 13 | 20 | 51 | 64 | -13 |
|  | 19.  | QPR                  | 51 | 46 | 14 | 9  | 23 | 53 | 71 | -18 |
|  | 20.  | Reading              | 47 | 46 | 10 | 17 | 19 | 49 | 65 | -16 |
|  | 21.  | Millwall             | 44 | 46 | 10 | 14 | 22 | 48 | 64 | -16 |
|  | 22.  | Rotherham Utd        | 40 | 46 | 8  | 16 | 22 | 52 | 83 | -31 |
|  | 23.  | Bolton               | 32 | 46 | 8  | 8  | 30 | 29 | 78 | -49 |
|  | 24.  | Ipswich Town         | 31 | 46 | 5  | 16 | 25 | 36 | 77 | -41 |

Legenda:
      Promosse in Premier League 2019-2020
 Ammesse ai play-off per un posto in Premier League 2019-2020
      Retrocesse in Football League One 2019-2020
Note:
Tre punti a vittoria, uno a pareggio, zero a sconfitta.

## Play-off
Tabellone
|  | Semifinali | Semifinali    | Semifinali | Semifinali | Semifinali |  |  | Finale | Finale       | Finale |  |
|  |            |               |            |            |            |  |  |        |              |        |  |
|  | 6          | Derby County  | 0          | 4          | 4          |  |  |        |              |        |  |
|  | 3          | Leeds Utd     | 1          | 2          | 3          |  |  | 6      | Derby County | 1      |  |
|  | 4          | West Bromwich | 1          | 1          | 2(3)       |  |  | 5      | Aston Villa  | 2      |  |
|  | 5          | Aston Villa   | 2          | 0          | 2(4)       |  |  |        |              |        |  |

### Semifinali
| Squadra 1     | Totale          | Squadra 2   | Andata | Ritorno |
| ------------- | --------------- | ----------- | ------ | ------- |
| Derby County  | 4 - 3           | Leeds Utd   | 0 - 1  | 4 - 2   |
| West Bromwich | 2 - 2 (3-4 dtr) | Aston Villa | 1 - 2  | 1 - 0   |

### Finale
| Arbitro: | Tierney |

|                         |           |             |
| El Ghazi 44’ McGinn 59’ | Marcatori | 81’ Waghorn |

## Statistiche

### Individuali

#### Classifica marcatori
| Gol |  |  | Giocatore          | Squadra           |
| --- |  |  | ------------------ | ----------------- |
| 29  |  |  | Teemu Pukki        | Norwich City      |
| 25  |  |  | Tammy Abraham      | Aston Villa       |
| 25  |  |  | Neal Maupay        | Brentford         |
| 23  |  |  | Billy Sharp        | Sheffield Utd     |
| 23  |  |  | Dwight Gayle       | West Bromwich     |
| 22  |  |  | Che Adams          | Birmingham        |
| 22  |  |  | Jarrod Bowen       | Hull City         |
| 22  |  |  | Jay Rodriguez      | West Bromwich     |
| 22  |  |  | Oliver McBurnie    | Swansea City      |
| 16  |  |  | Lewis Grabban      | Nottingham Forest |
| 15  |  |  | Danny Graham       | Blackburn         |
| 15  |  |  | David McGoldrick   | Sheffield Utd     |
| 15  |  |  | Bradley Dack       | Blackburn         |
| 15  |  |  | Harry Wilson       | Derby County      |
| 14  |  |  | Lukas Jutkiewicz   | Birmingham        |
| 14  |  |  | Kemar Roofe        | Derby             |
| 14  |  |  | Britt Assombalonga | Middlesbrough     |